# Vespadelus baverstocki
Vespadelus baverstocki es una especie de murciélago de la familia Vespertilionidae.

## Distribución geográfica
Es endémica de Australia.